# Kiryl Aleksiyan
Kiryl Aleksiyan (tiếng Belarus: Кiрыл Алексiян; tiếng Nga: Кирилл Алексиян; sinh 22 tháng 1 năm 1991) là một cầu thủ bóng đá Belarus hiện tại thi đấu cho Krumkachy Minsk.

## Sự nghiệp
Năm 2017 anh thi đấu cho Jonava.

## Danh hiệu
BATE Borisov
- Vô địch Giải bóng đá ngoại hạng Belarus: 2011